# غريغوري جولدنبيرج
غريغوري جولدنبيرج هو سياسي أوكراني، ولد في 15 ديسمبر 1855 في بيردوشيف في أوكرانيا، وتوفي في 27 يوليو 1880 في سانت بطرسبرغ في روسيا بسبب شنق.